# Museu de Saúde Pública Emílio Ribas
O Museu de Saúde Pública Emílio Ribas é um museu especializado em história da saúde pública do Brasil, localizado na cidade de São Paulo. É reconhecido como um patrimônio cultural do Brasil por tratar-se de um bem cultural de interesse arquitetônico, histórico e científico, remanescente arquitetônico das iniciativas pioneiras de implantação e desenvolvimento dos serviços de saneamento e saúde pública no âmbito do Estado de São Paulo. No espaço é possível encontrar objetos pessoais, fotos, depoimentos e vídeos do médico e sanitarista Emílio Ribas e do Desinfectório Central, além de imagens e cartazes utilizados no século XX, na prevenção de doenças.

## História
Instalado em um edifício construído em 1893 por Paul Rouch e J. E. Damergue, abrigou um dos primeiros equipamentos da saúde pública do país, o antigo Desinfectório Central, destinado ao controle de pragas, ao controle de epidemias e a remoção de doentes para o devido isolamento. Além disso, essa instituição foi responsável por iniciar ações de prevenção e combate às epidemias que preocuparam a capital no fim do século XIX, como a peste bubônica, a varíola e a febre amarela. O objeto, hoje, estimula a curiosidade sobre o desenvolvimento das ciências biomédicas e das políticas públicas na área da saúde. O Museu de Saúde Pública Emílio Ribas foi inaugurado no ano de 1979, em homenagem ao ex-diretor do serviço sanitário do estado. A edificação foi tombada pelo Conselho Estadual de Patrimônio Histórico no ano de 1985.

### Reabertura
Após ficar fechado por 5 anos, o Museu foi reaberto em 13 de maio de 2015, após ser transferido para o Instituto Butantan, com a exposição temporária "As Grandes Epidemias", integrando o Centro de Desenvolvimento Cultural do Instituto, setor ligado  à Secretaria de Estado da Saúde e um dos maiores institutos de pesquisas biomédicas do mundo.
Além dessa exposição temporária "As Grandes Epidemias", todos os visitantes puderam apreciar também a exposição histórica que está fixa até hoje e conhecer histórias, informações e diálogos sobre o processo de transmissão, prevenção, tratamento e cura das doenças como a Aids, meningite, peste bubônica, varíola e gripe.
Há também a possibilidade de participação de atividades educativas promovidas pelo Museu, bem como, debates sobre "Cinema, ciência e saúde" e "Literatura, ciência e saúde", promovidos por gestores públicos da área de controle de doenças,  por Jorge Kalil, diretor do Instituto Butantan,  pelo pesquisador Claudio Bertolli, da Unesp e por Alexander Precioso, diretor da Divisão de Ensaios Clínicos e Farmacovigilância do Instituto Butantan, envolvido no estudo e prevenção de doenças como a dengue.
Foram comuns, por exemplo, cartazes que alertavam sobre a sífilis e a tuberculose. “Mostramos como eram as enfermidades de antigamente, comparando-as com as de hoje, como a dengue e o ebola”, diz a historiadora Josiane Roza de Oliveira, diretora do lugar.

## Emílio Ribas
Emílio Ribas nasceu em 11 de abril de 1862, na cidade de Pindamonhangaba, São Paulo. Cursou a faculdade de medicina da Universidade do Brasil, no Rio de Janeiro, onde  formou-se em 1887. Começou sua vida profissional como clínico geral. Voltou para São Paulo e em 1895 foi nomeado inspetor sanitário. Um ano depois, tornou-se diretor do Serviço Sanitário de São Paulo. Em 1903, o doutor Emílio Ribas trancou-se numa sala com alguns voluntários e deixou-se picar por um mosquito contaminado com o vírus da febre amarela. Em outra sala fez voluntários dormirem vestindo camisas de doentes de febre amarela sujas de urina e vômito. Dessa maneira provou que a doença não se adquire por contato direto com pessoas doentes. Ficou algumas semanas de cama e se restabeleceu.
Sua gestão no Instituto Sanitário durou quase duas décadas. Durante este período, exterminou grande quantidade de viveiros do mosquito da febre amarela, o "aedes aegypti", que também pode transmitir a dengue. Em 1904, reduziu a febre amarela a apenas dois casos no estado de São Paulo. Nos anos de 1908 e 1909, Emílio Ribas fez várias viagens de estudos e conferências pela Europa e pelos Estados Unidos. Ribas atuou ainda como sanitarista no combate a outras doenças endêmicas do estado de São Paulo. Combateu a peste bubônica, a tuberculose e a lepra. Em seus últimos anos criou um asilo especializado para hansenianos, próximo a São Paulo. Em 1922 fez sua última conferência no centro acadêmico da faculdade de medicina da Universidade de São Paulo. Três anos depois, faleceu, aos 63 anos de idade.

## Acervo
O MUSPER detém um acervo documental constituído por aproximadamente 1.600 metros lineares de documentos textuais, sonoros, audiovisuais, iconográficos e cerca de 200 objetos tridimensionais, formados no começo da década de 1980. É composto de fundos institucionais e pessoais, públicos e privados, relacionados à saúde, desde o final do século XIX até a atualidade, bem como séries históricas de documentos da Secretaria de Estado da Saúde de São Paulo. Dentre os documentos arquivados há a Inspetoria de Higiene, Serviço Sanitário, Departamento de Profilaxia da Lepra, Divisão do Serviço de Interior, entre outros. O Museu tem como metas reunir, organizar, estudar, preservar e difundir o acervo asseguro, por meio de distintas estratégias, particularmente como: disponibilização do acervo para pesquisa, exposições, programas, publicações e ações educativas
O MUSPER se coloca atualmente como um importante espaço de preservação da memória da saúde pública paulista, importância justificada tanto pela relevância de seu acervo como pela sua localização no complexo arquitetônico da Rua Tenente Pena.

### Exposições

#### Complexo Hospitalar Juquery

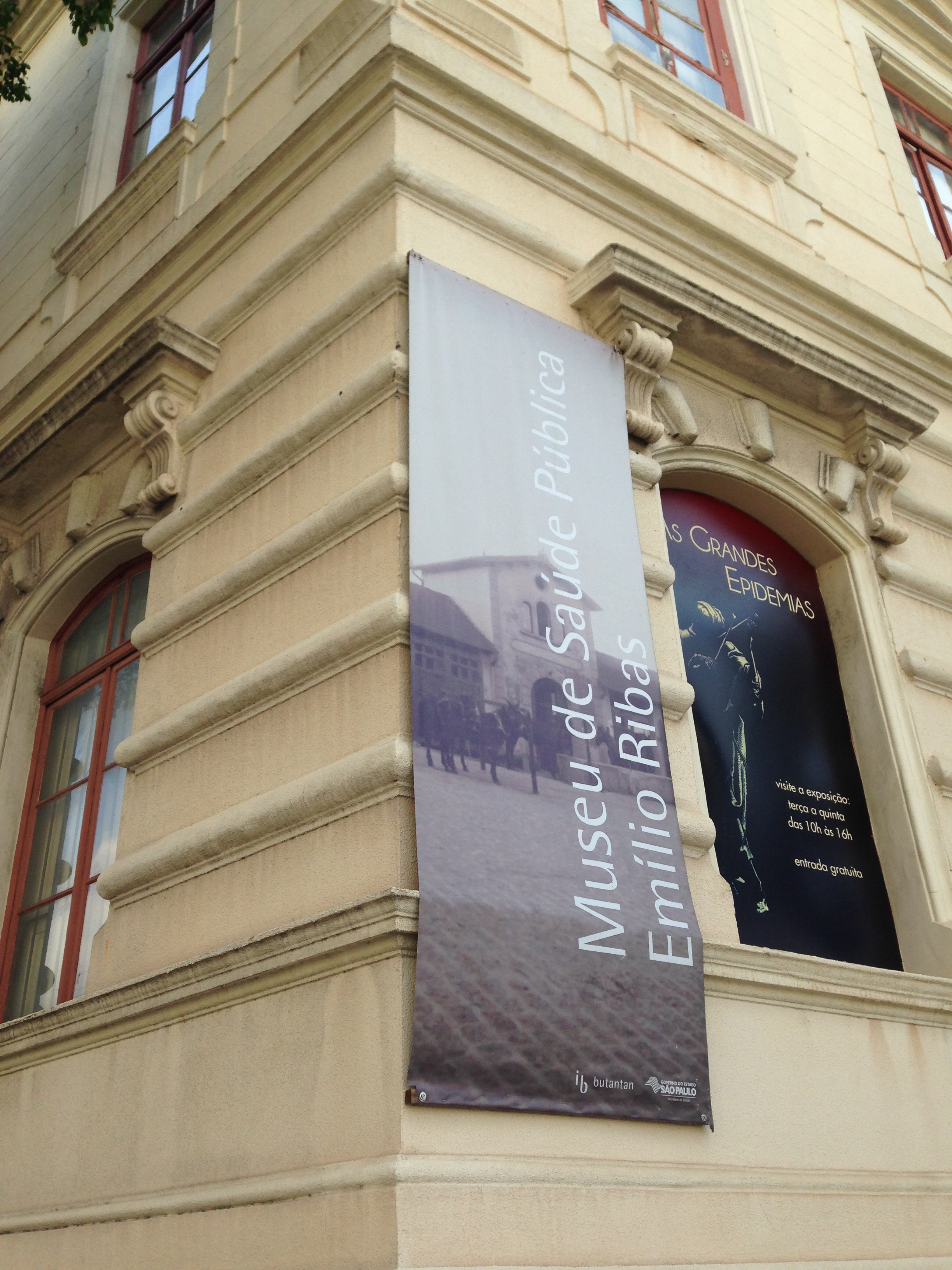
Detalhe lateral da construção e painel da exposição.

Com a exposição Mais que Humanos. Arte no Juquery, o Museu Emílio Ribas recebeu obras produzidas no Complexo Hospitalar do Juquery, um dos mais antigos hospitais psiquiátricos do Brasil. Foram expostas mais de 100 obras de pacientes que estiveram em condição manicomial e frequentaram o Ateliê Livre criado pelo psiquiatra Osório César, na década de 1950. Obras como esculturas em argila, pinturas e peças do mobiliário histórico da instituição. Durante a mostra, acontece a instalação de parede Toque, um conjunto de autorretratos em relevo, visando estimular os sentidos do público, incluindo pessoas sem visão.

#### As Grandes Epidemias
Concebida em 2010 pelo pesquisador Isaias Raw para o Museu de Microbiologia do Instituto Butantan, e montada até o final de 2014, a exposição “As grandes epidemias” conta a história de doenças como Aids, meningite, peste bubônica, varíola e gripe, com o objetivo de informar e dialogar com o público visitante sobre como funcionam os processos de transmissão, adoecimento, prevenção, tratamento e a cura das doenças. Demonstra a complexidade que envolve a pesquisa científica desde a identificação e descrição das doenças até a produção de vacinas e medicamentos e aborda as políticas públicas e campanhas de saúde, os impactos sociais, políticos e demográficos causados pelas epidemias. Apresenta também representações de um médico medieval e de um médico contemporâneo com suas roupas de proteção contra vírus, equipamentos usados para vacinação e documentos históricos importantes para o desenvolvimento da saúde pública em São Paulo.

### Biblioteca
A biblioteca contém periódicos e uma seção de livros raros referentes às ciências de saúde. Os documentos de arquivo são de tipologias diversas, contendo ofícios, memorandos, relatórios, atas de reunião, livros de registros de profissionais, livros estatísticos, livro-ponto, etc.
O setor de iconografia é composto por fotografias, cartazes, panfletos, mapas e plantas. O museu também conta com um grande acervo audiovisual, depositado na Cinemateca Brasileira.
Contém fundos pessoais doados por médicos, ex-secretários da saúde e dirigentes da saúde pública do estado de São Paulo.

### Desinfectório Central
O Serviço geral de Desinfecção compreendia todos os trabalhos de desinfecção necessários para atender os casos de moléstias transmissíveis. Em caso de desinfecção domiciliar, era interditado o aposento e feita a desinfecção. O Desinfectório Central desempenhou importante função no antigo Serviço sanitário principalmente, no final do século XIX, no combate às doenças pestilenciais, quando ainda prevaleciam as teorias miasmáticas da origem das doenças. As atividades eram intensas principalmente quando havia ameaças de epidemias. A reforma administrativa da Secretaria da Saúde iniciada em 1967, reestruturou os diversos serviços de saúde pública, adequando-os às novas diretrizes. A descentralização administrativa através de regionalização e integração das atividades executivas e a padronização normativa, transformou estruturalmente a Secretaria de Saúde.
Desde de 1965 crescia a ideia de se criar um museu destinado a cultuar a memória do antigo diretor do Serviço Sanitário do Estado, Dr. Emílio Ribas. Foi indicado então o prédio do antigo Desinfectório Central para a instalação do Museu de Saúde Pública “Emílio Ribas”, uma vez que o próprio prédio é um Patrimônio Cultural de nossa Cidade. Assim, em 1979, o museu foi inaugurado.

### Guia do Acervo
É possível identificar alguns fundos/colaboradores e itens do acervo do MUSPER, como:
1. Departamento de Profilaxia da Lepra: órgão encarregado de centralizar a documentação de todas as ocorrências da hanseníase em hospitais/colônias da referida doença, de promover pesquisas e de isolar os doentes, providenciando tratamento. Fundo composto de prontuários de pacientes.
2. Cruzada Pró-Infância: organização sem fins lucrativos criada em agosto de 1930, que promovia assistência materno-infantil. Fundo composto de relatórios, correspondências, regimentos, estatutos, regulamentos, acordos, convênios, balanços e balancetes, recortes de jornal e fotografias.
3. Hospital do Isolamento: hospital criado para isolamento e tratamento de doentes infectocontagiosos (atual Hospital Emílio Ribas). Fundo composto de livros de registro de doentes e livros ponto.
4. Centro de Apoio e Desenvolvimento de Assistência à Saúde – CADAIS: órgão da gestão administrativa da SES, responsável por facilitar as políticas de saúde. Fundo composto de roteiro de Planejamento Local do SUDS; relatórios, Boletim Tecnológico; cadastro de serviços de saúde; demonstrativo de despesas correntes.
5. Centro de Vigilância Epidemiológica – CVE: órgão responsável por coordenar as ações referentes à vigilância epidemiológica no Estado de São Paulo. Fundo composto de resumos; artigos científicos; boletim semestral de indicadores de infecção hospitalar; Relatório de atividades, ofícios; Materiais de divulgação, folder, jornal; apresentações, diagnóstico de situação, programa de Prevenção e controle das infecções hospitalares no Estado de SP.
6. Centro de Vigilância Sanitária - CVS: responsável por coordenar um conjunto de ações capaz de eliminar, diminuir ou prevenir riscos à saúde e de intervir nos problemas sanitários decorrentes do meio ambiente, da produção e circulação de bens e da prestação de serviços de interesse à saúde no estado de São Paulo. Fundo composto de clippings e fichas contendo recorte de legislação.
7. Coordenadoria de Informação de Saúde - CIS: criado para gerir as informações do Centro de Monitoramento da Produção, Centro de Vigilância Epidemiológica e Controle da distribuição de materiais e medicamentos. Fundo composto de proposta de política de informática e plano diretor; relatório do grupo de trabalho sobre meningite; legislação brasileira sobre infecção hospitalar – Ministério da Saúde.
8. Departamento Técnico Normativo - DTN: responsável por estudar, orientar e supervisionar os sistemas de epidemiologia, estatística e planejamento da Secretaria, elaborar normas técnicas, promover e supervisionar seu ensaio e avaliação, executar atividades de documentação em nível central e proporcionar, sistematicamente, aos órgãos aos quais interessem, dados e informações elaboradas pelas unidades do Departamento. Fundo composto de normas técnicas, instruções para controle de substâncias e medicamentos entorpecentes; coletânea de normas técnicas; subsídios/diretrizes, subprograma de saúde da mulher.
9. Projeto PPSUS - Faculdade de Medicina da USP - Instituto Butantan: programa de pesquisa que busca apoiar projetos voltados para problemas prioritários de saúde e o fortalecimento da gestão do Sistema Único de Saúde no Estado de São Paulo. O fundo agrupa material de pesquisa da Faculdade de Medicina da Universidade de São Paulo e do Instituto Butantan. Fundo composto de teses, monografias, periódicos - Faculdade de Medicina da USP, Fundação Getúlio Vargas; relatórios, questionários, projetos.
10. Dr. Francisco Borges Vieira: fundo particular composto de artigos científicos, correspondências, dentre outros.
11. Núcleo de Educação em Saúde - material educativo: fundo composto de pastas suspensas temáticas de diversos temas relacionados à saúde como: aids, educação ambiental, saúde da mulher, saneamento/lixo/poluição, criança, hepatite, sarampo, hipertensão, higiene, herpes, saúde mental, leishmaniose, depressão; contendo textos, material educativo, folders, cartilhas, manuais, folhetos, revistas.
12. Dr. Clemente Ferreira: fundo particular composto de textos, artigos científicos, Defesa Contra a Tísica (Liga Paulista de Tuberculose); relatórios da Liga Paulista contra a Tuberculose.
13. Dr. José Antônio Alves dos Santos: fundo particular composto de artigos científicos, textos sobre doença de Chagas; manuais, apostila de Bioestatística (FSP-USP); Localidades Paulistas (Departamento de estatística do estado de São Paulo); informes técnicos (OEA); tabelas de mortalidade infantil no vale do rio Tietê; tabelas de vacinação do município de São Paulo; Apostila do Serviço Sanitário do Estado de são Paulo.

Galeria de Fotos
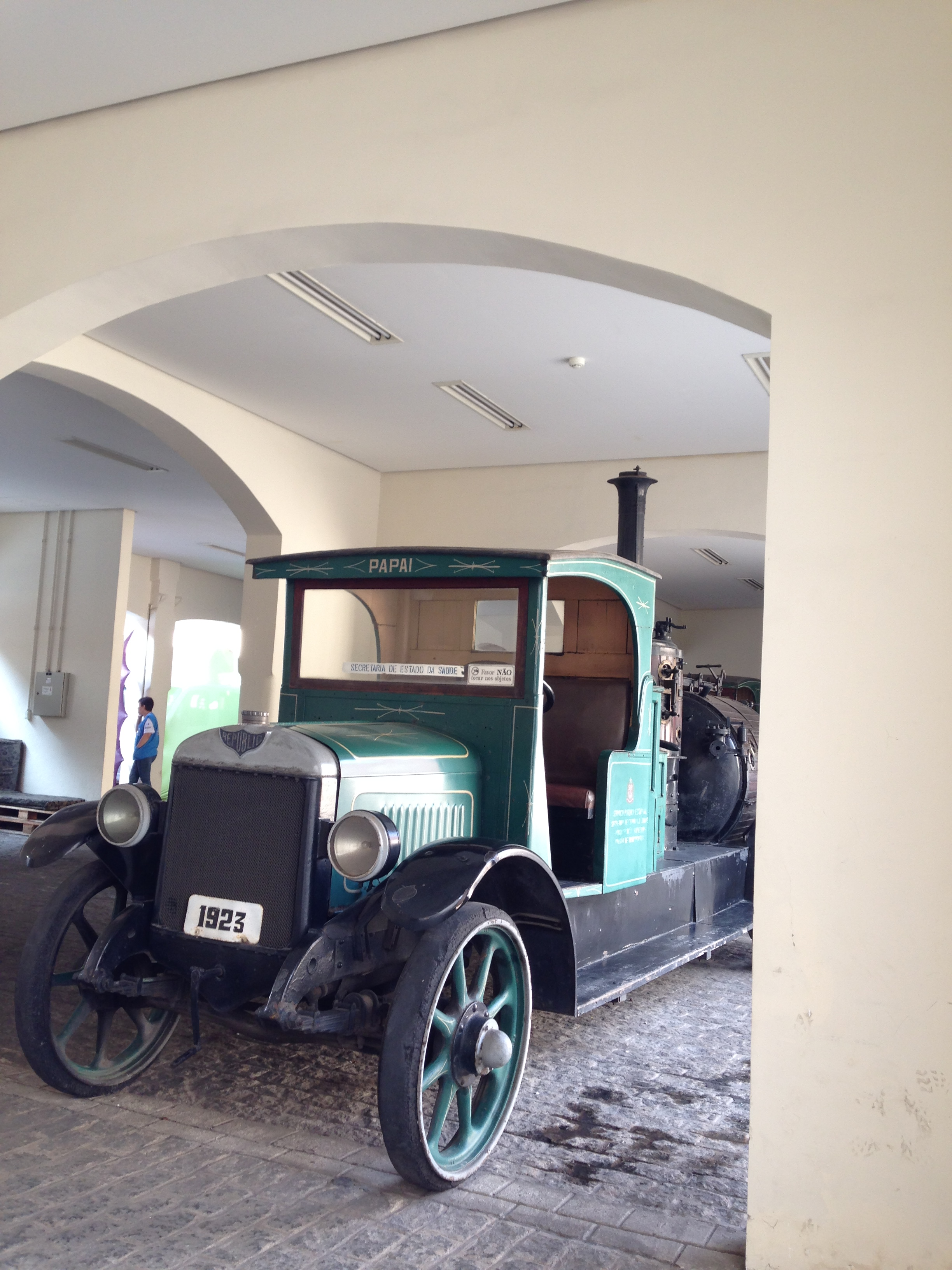
Carro utilizado para desinfectar pertences de imigrantes.
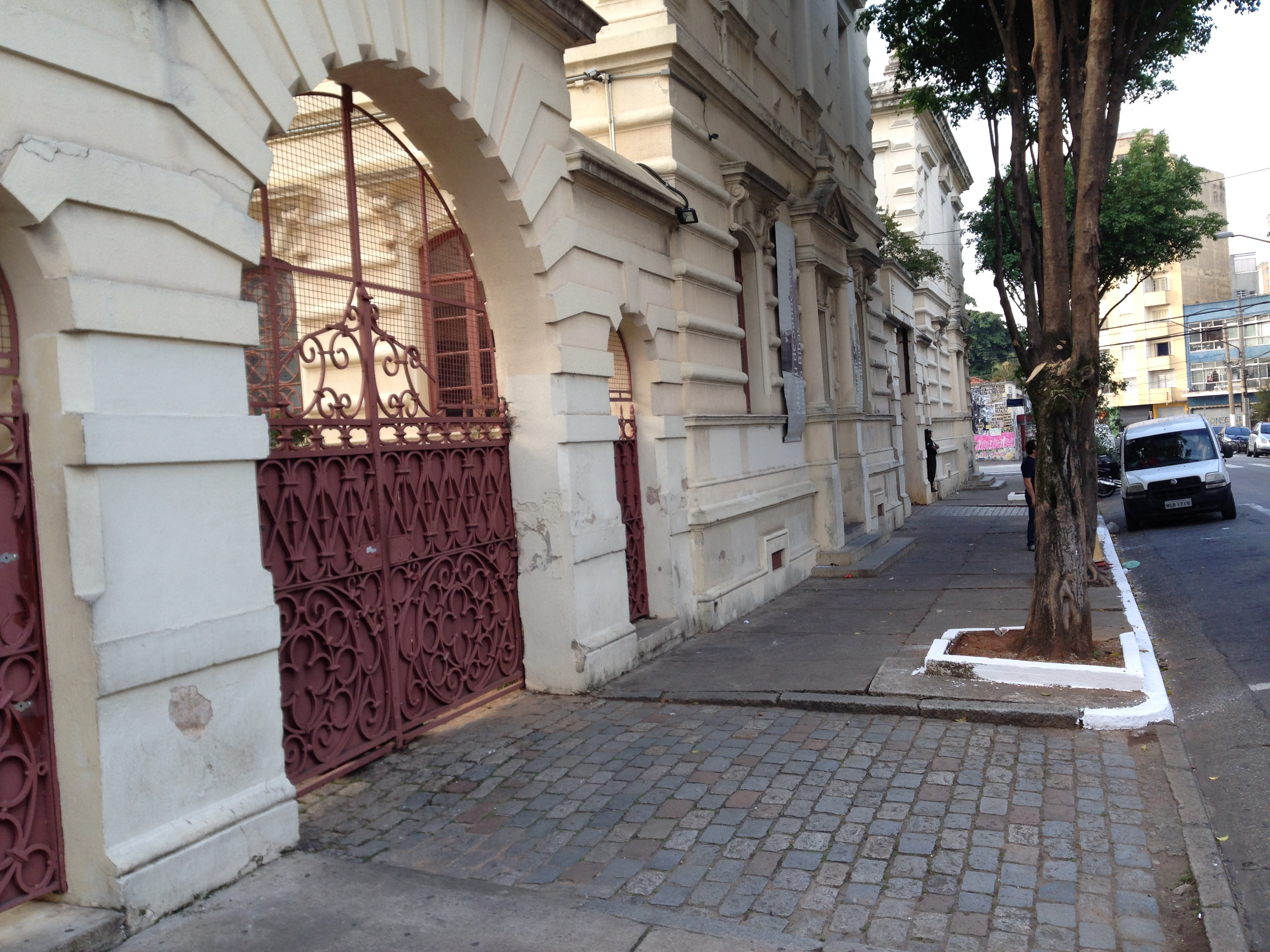
Vista lateral do Museu.
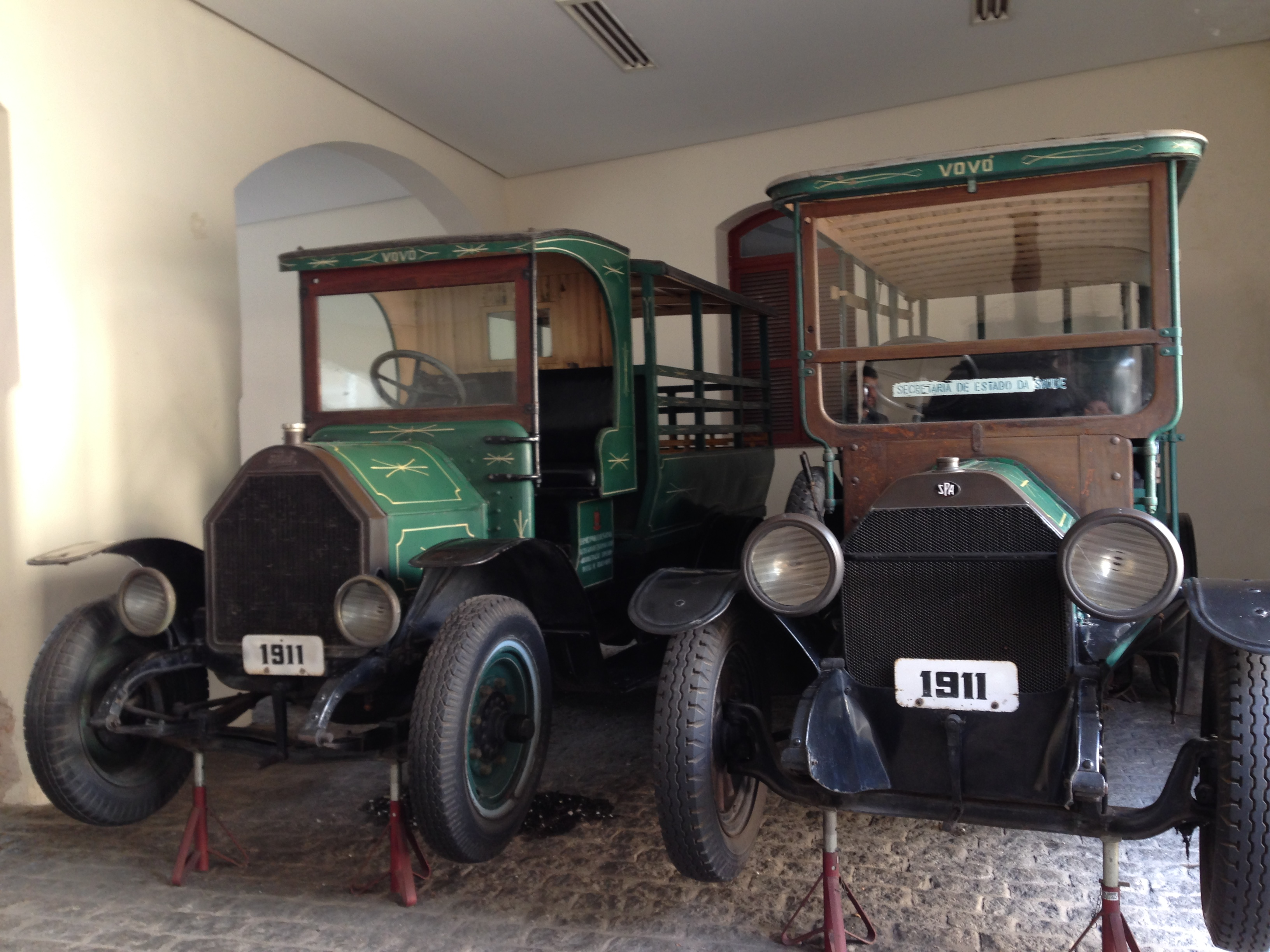
Carros utilizados para transporte ou remoção de doentes.
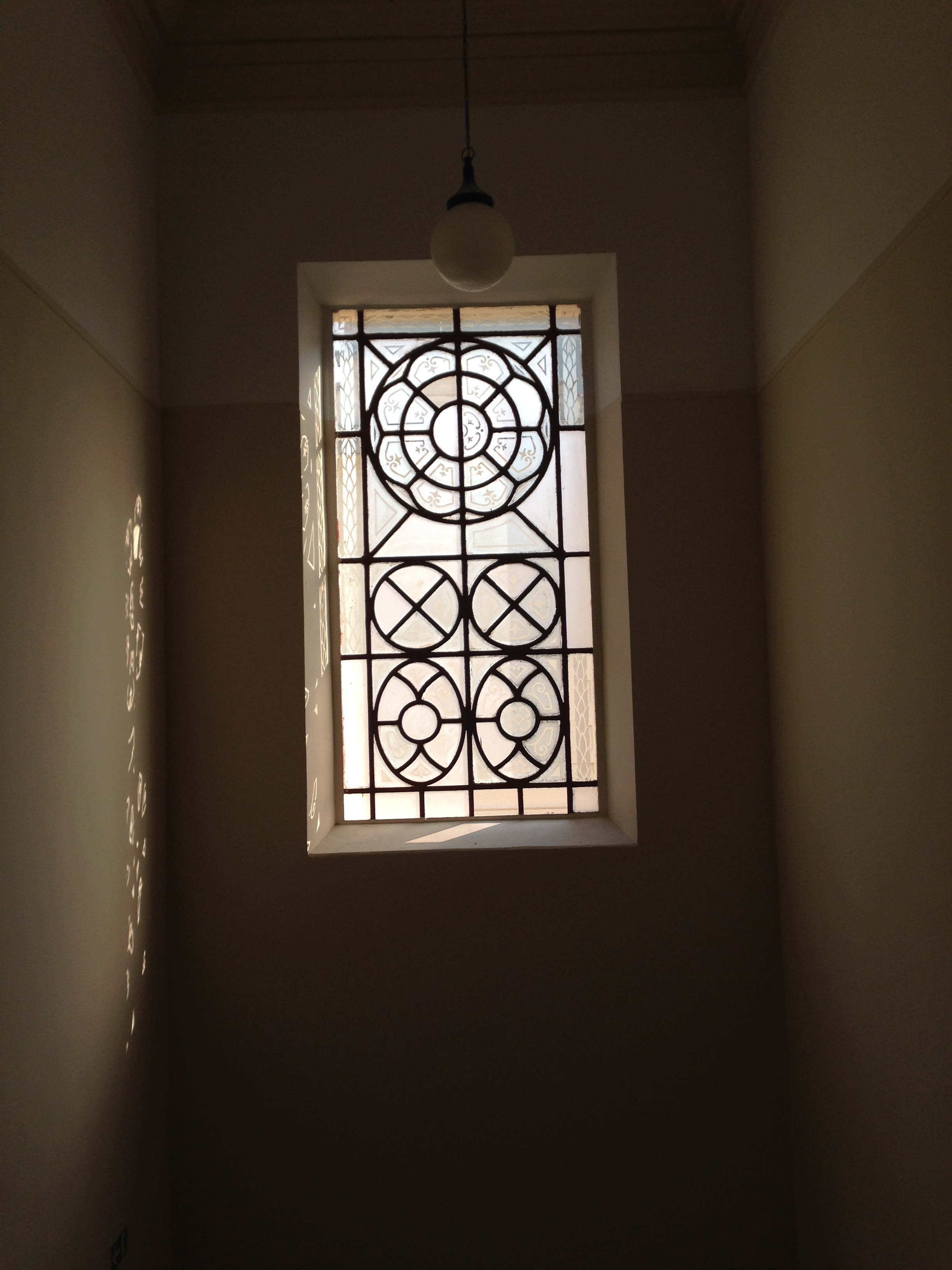
Vitral do Museu.
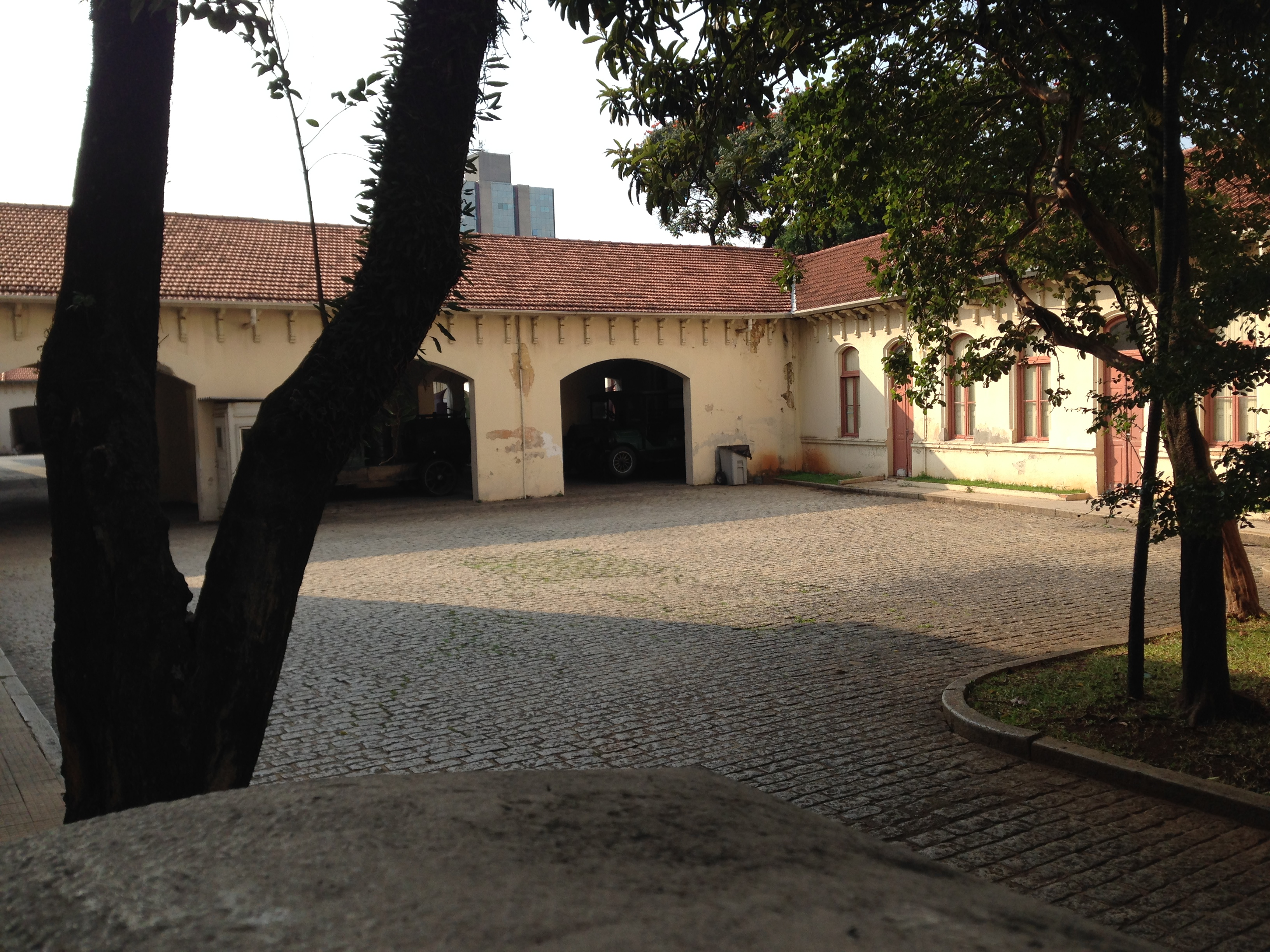
Pátio Interno do Museu.
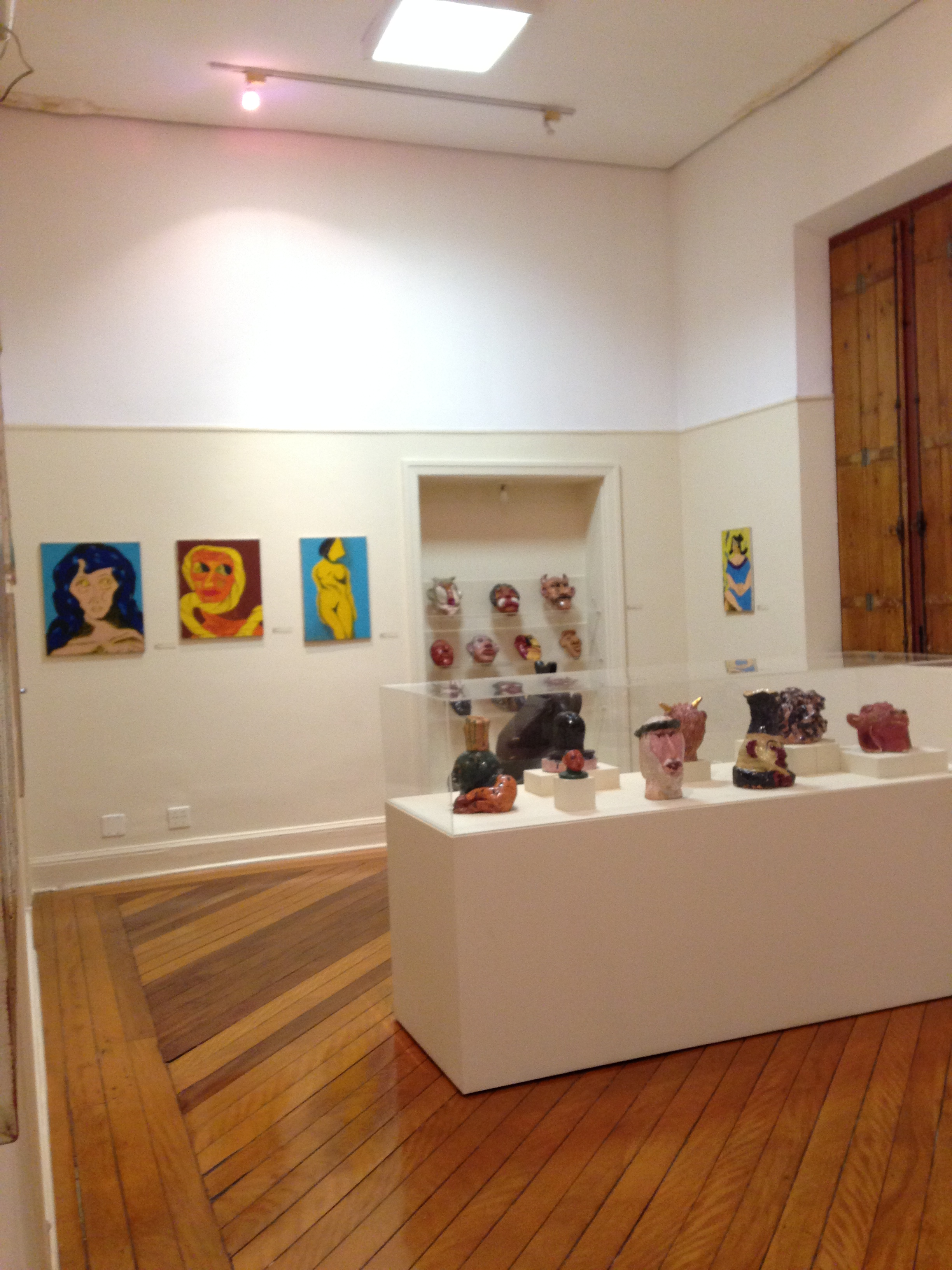
Dependência destinada à exposição de trabalhos manuais de maníacos.
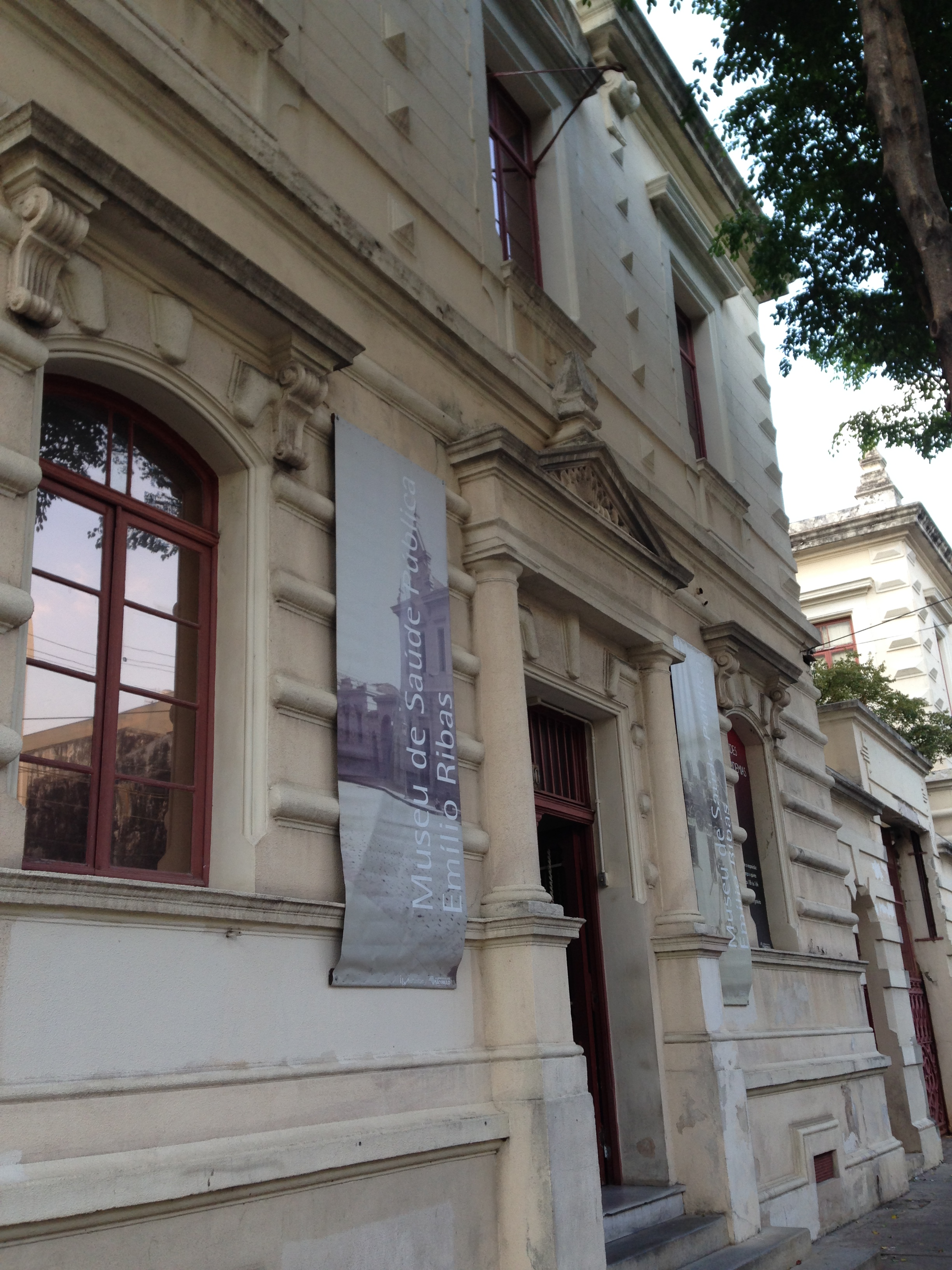
Vista lateral da porta de entrada.
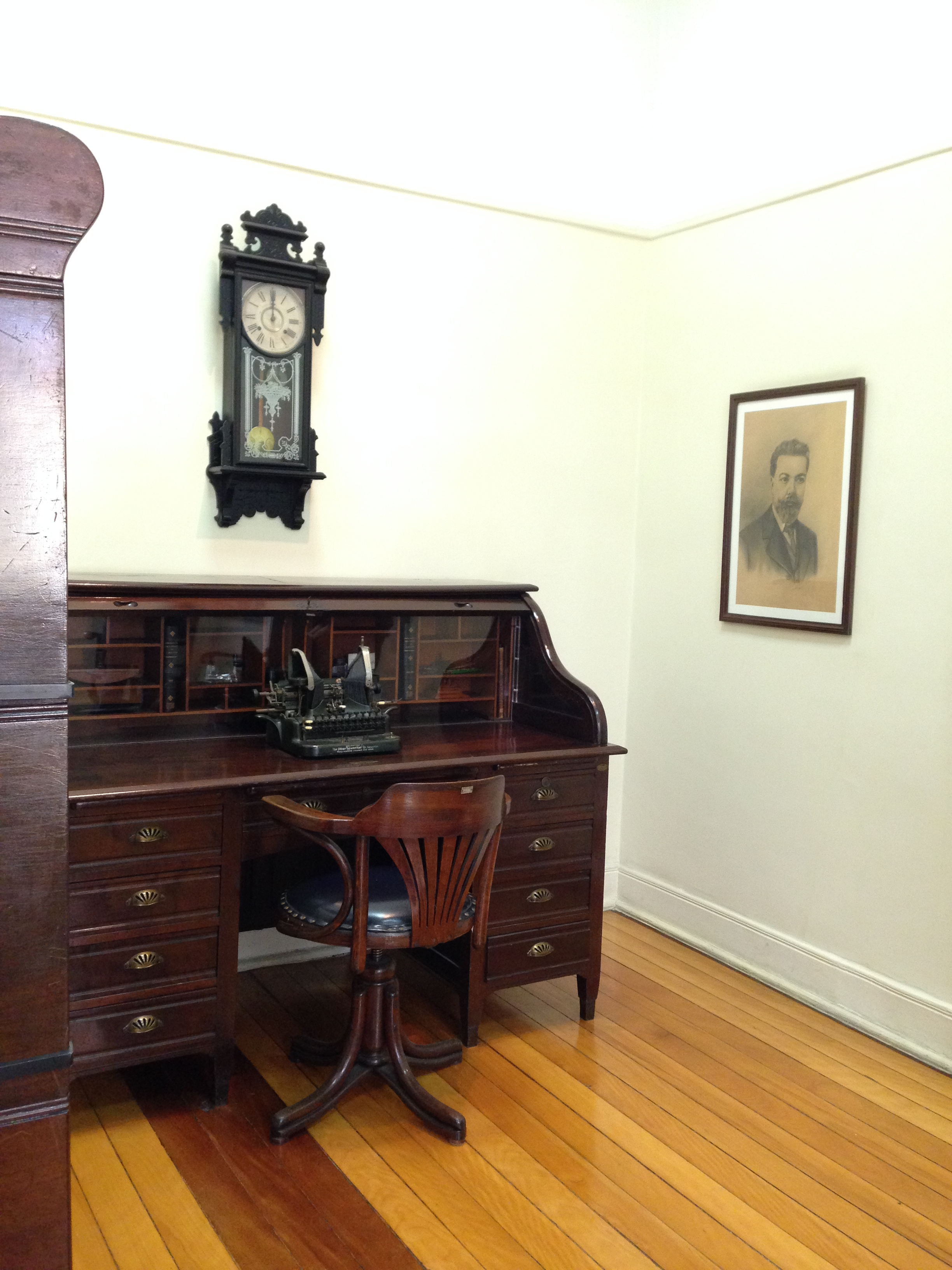
Dependência destinada à exposição de pertences de Emílio Ribas.
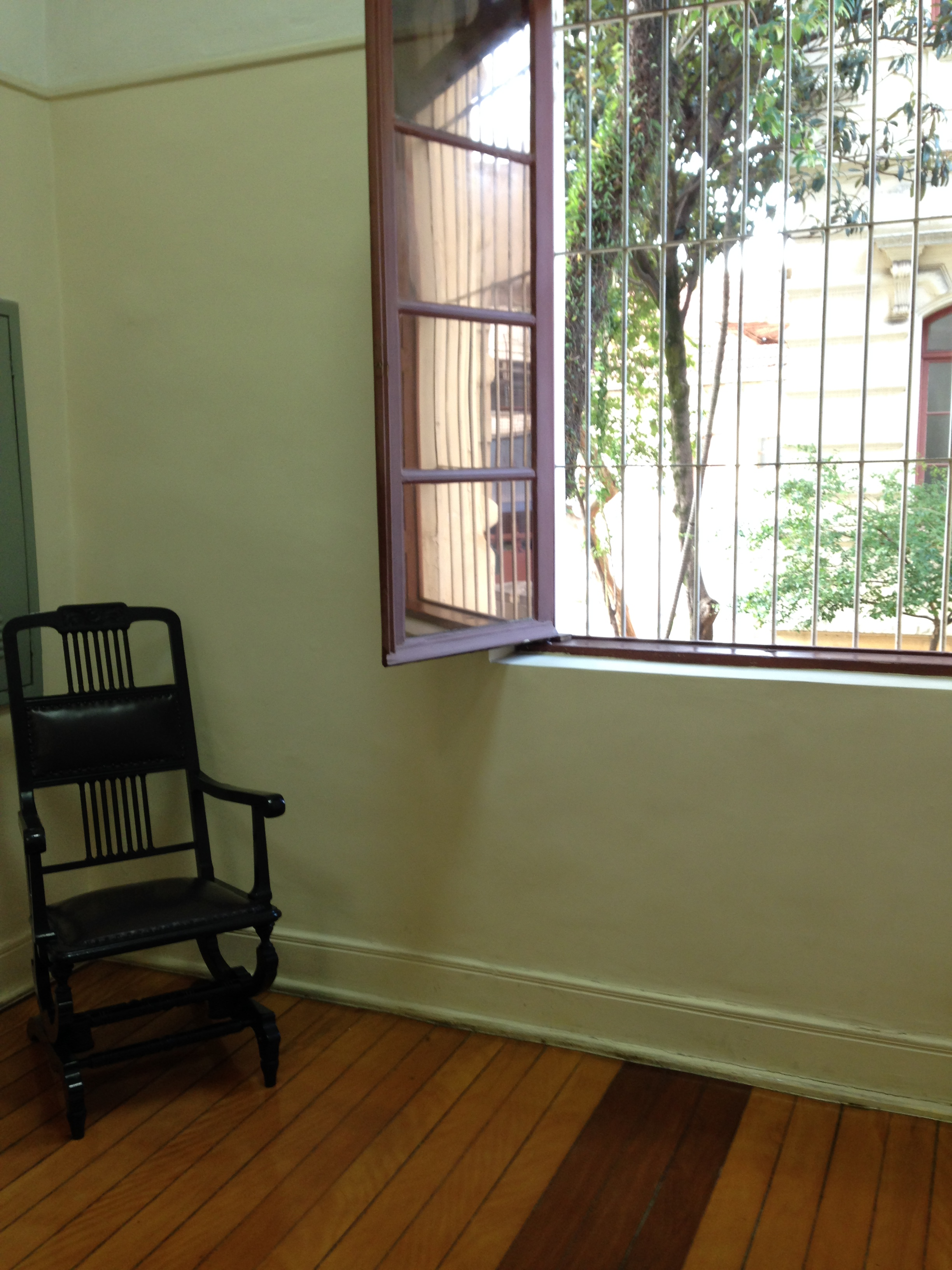
Dependência destinada à exposição de pertences de Emílio Ribas.
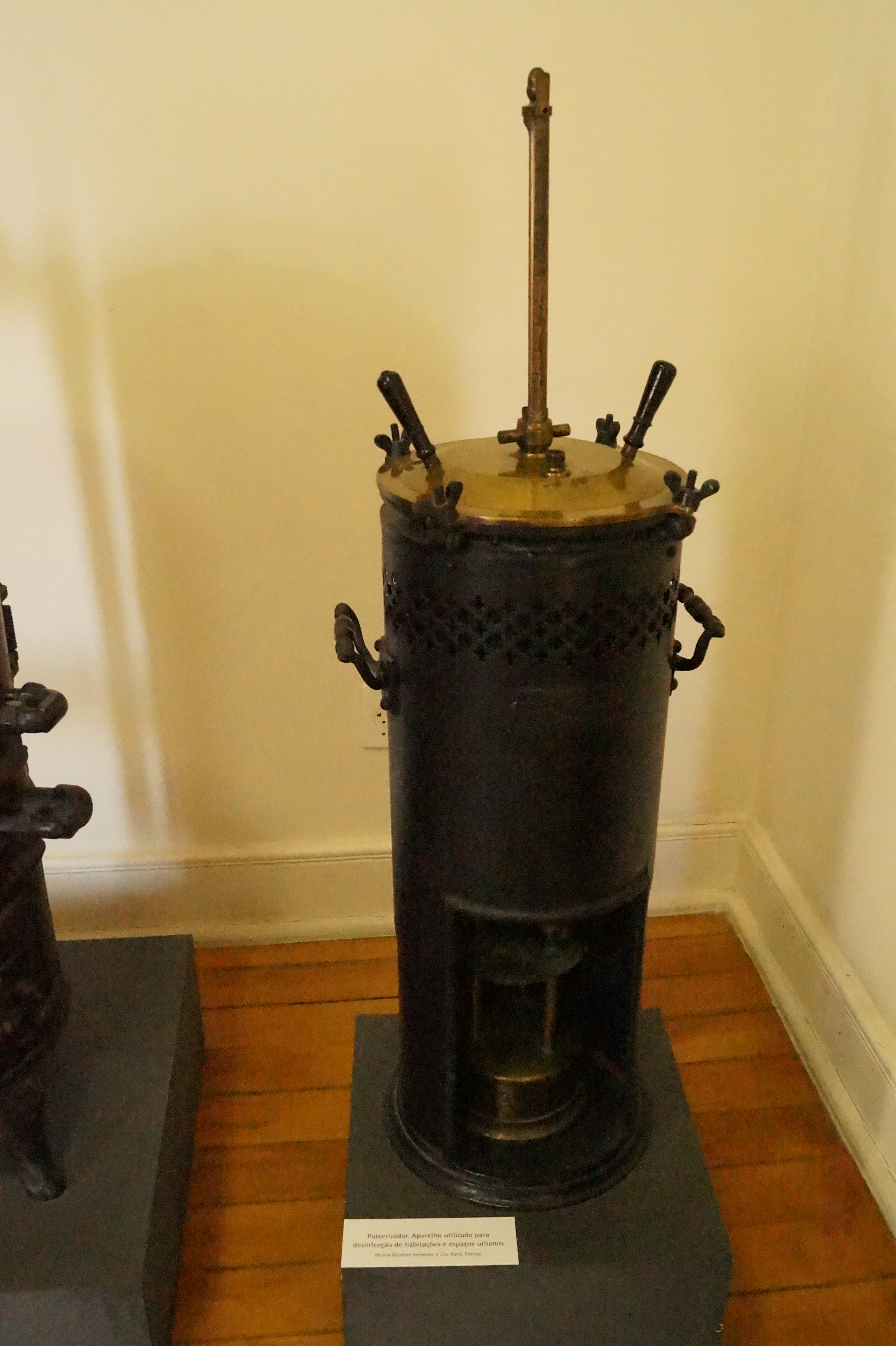
Pulverizador.
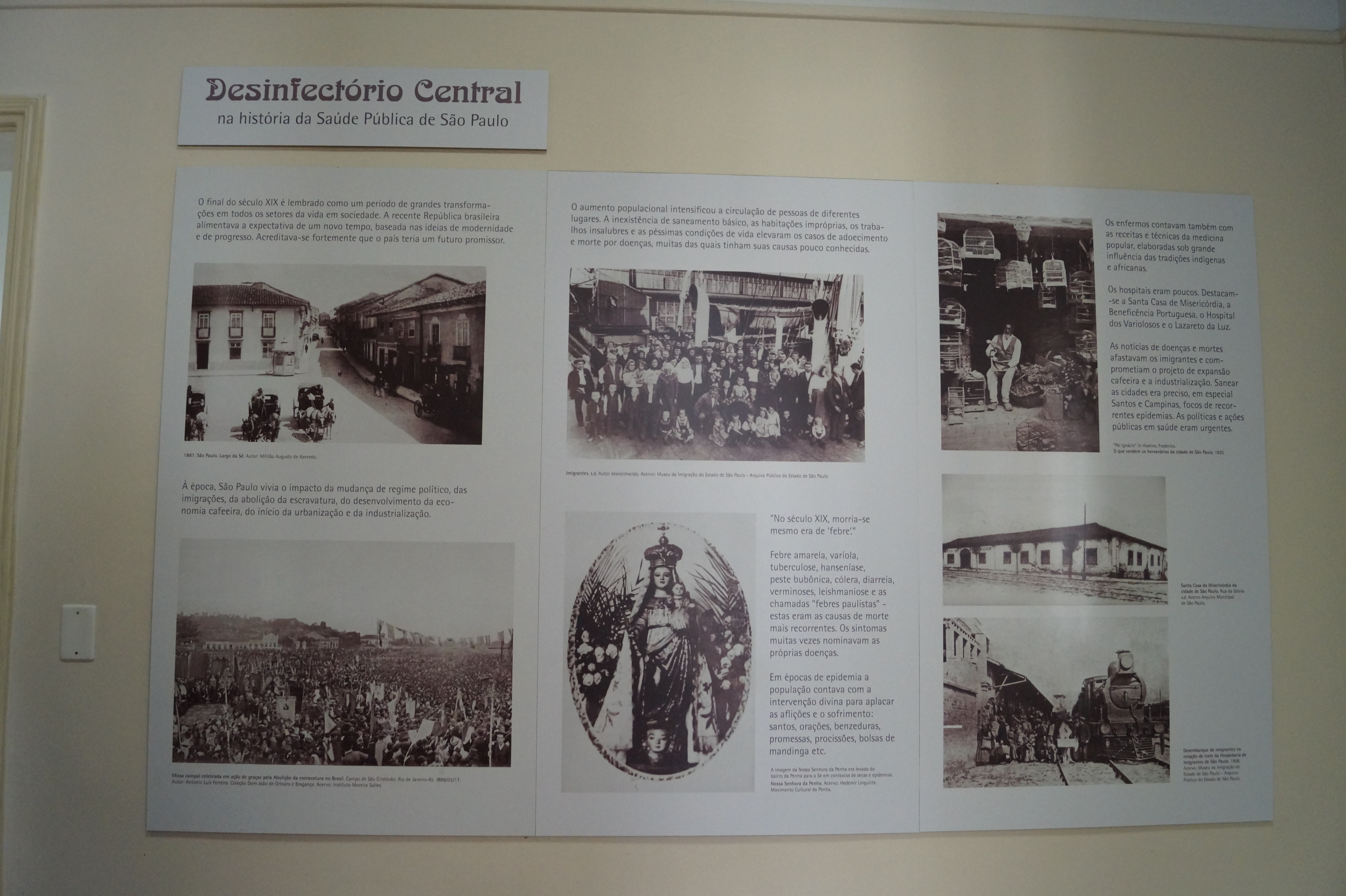
Painel do Desinfectório Central.
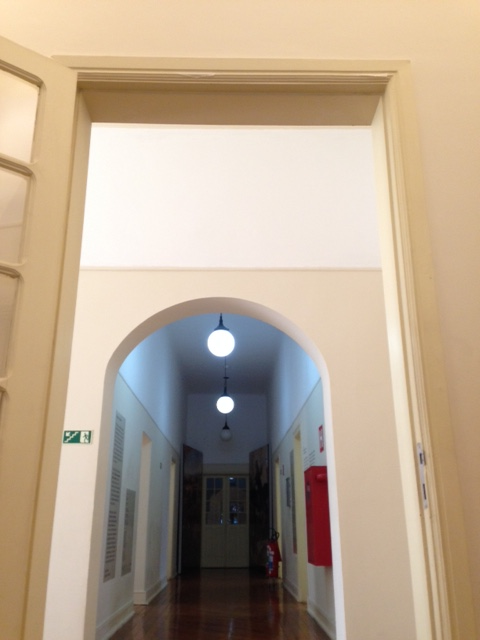
Vista do corredor interno de acesso às salas.